# Świątynia Jowisza Najlepszego Największego
Świątynia Jowisza Najlepszego Największego, Świątynia Jowisza Kapitolińskiego (łac. Templum Iovis Optimi Maximi) – centralna, największa w Italii świątynia Jowisza, znajdująca się w starożytności na wzgórzu kapitolińskim w Rzymie, a ściślej na jego północnym wierzchołku zwanym Capitolium.
Budowę rozpoczął król Tarkwiniusz Stary, kontynuował jego następca Serwiusz Tulliusz, a ukończył Tarkwiniusz Pyszny. Konsekrowana została 13 września 509 p.n.e., już po ustanowieniu republiki, przez konsula Marka Horacjusza Pulwillusa.
Na budowę świątyni wydatkowano 40 talentów srebra (około tony). Wybudowana w porządku toskańskim na podium o wysokości 5,0 m. Płyta fundamentowa została wykonana z bloków cappellacio (specjalny rodzaj tufu). Wymiary w planie 55,0 x 65,0 m. Otoczona kolumnadą z 6 kolumn z trzech stron, od frontu kolumny stały w trzech rzędach tworząc przedsionek. Cella została podzielona na trzy części. Budowla ta była wykonana w całości z drewna, zdobiona terakotą.
Świątynia oprócz funkcji sakralnej spełniała też rolę swego rodzaju muzeum, ze stałą ekspozycją co świetniejszych darów wotywnych, miała także podziemne magazyny i archiwa. Co roku, w rocznicę poświęcenia świątyni, w jedną z jej kolumn wbijano gwóźdź. Gwoździe te policzył rzymski edyl roku 304 p.n.e. Gnejusz Flawiusz i ustalił tym samym, kiedy świątynia została konsekrowana.
Świątynia uległa zniszczeniu w wyniku pożaru, jaki z nieustalonych przyczyn wybuchł 5 lipca 83 p.n.e. Odbudowana została w dawnym kształcie i ponownie konsekrowana w roku 69 p.n.e. przez konsula Kwintusa Lutacjusza Katulusa. Następny pożar w roku 26 p.n.e. powstał od uderzenia pioruna i spowodował niewielkie szkody, które naprawił Oktawian August.
W roku 69 n.e. na skutek walk w mieście wybuchł na Kapitolu pożar, który całkowicie zniszczył świątynię. Po raz kolejny świątynia została odbudowana niemalże w tym samym kształcie i z tego samego materiału (drewno). Zmiany wyglądu świątyni dotyczyły jej wysokości, którą zwiększono, ulepszając przysadziste proporcje ustalone w czasach królewskich. Konsekracji świątyni dokonał Wespazjan jako urzędujący konsul w roku 75 n.e.
W roku 80 n.e. budowlę Wespazjana strawił całkowicie następny pożar powstały znów od uderzenia pioruna. Pożary, zwłaszcza z lat 82 p.n.e., 69 n.e. i 80 n.e., spowodowały poważne straty dla rzymskiej sztuki i nauki z powodu zniszczenia przechowywanych w świątyni zabytków i dokumentów.
Po raz ostatni świątynia została odbudowana i konsekrowana w roku 82 n.e. przez cesarza Domicjana jako urzędującego konsula. Tym razem do budowy użyto białego marmuru (co skutecznie już zapobiegło pożarom). Wydano na nią 12000 talentów złota (ok. 312 ton, co stanowi równowartość kilkunastu miliardów obecnych złotych). Była największą i najwspanialszą świątynią Rzymu.
Upadek kultu Jowisza nastąpił w IV wieku n.e. wraz z zakazem sprawowania kultów pogańskich wprowadzonym przez chrześcijan. Sama budowla przetrwała co najmniej do XII wieku. W XVI wieku Giovanni Pietro Caffarelli użył pozostałości budowli do budowy pałacu Caffarelli.